# 이유원 (1814년)
이유원(李裕元, 1814년 8월 12일 ~ 1888년 9월 5일)은 조선 왕조 말기의 문신이다.
그는 고종 때 영의정을 지냈다. 본관은 경주이며, 이항복의 후손이다. 자는 경춘(景春, 京春), 호는 귤산(橘山), 묵농(默農)이다. 시호는 충문(忠文)이다.

## 생애
오성 이항복의 후손으로, 이태좌가 5대조이고 소론의 거두 이광좌는 5대 방조이며, 사도세자를 보호했던 좌의정 이종성은 그의 고조였다. 이조판서 이계조의 아들이다.
헌종 때(1846년) 문과에 급제하여 대교, 서장관, 집의를 거쳐 철종 때 의주부윤이 되고 이조참의를 거쳐 이조참의, 의주부윤, 전라도관찰사를 하고 성균관대사성에 이어 우승지가 되고 이조참판을 거쳐 다시 사헌부대사헌, 이조참판을 거쳐 이후 직제학, 이조참판, 사헌부대사헌을 거쳐 형조판서, 의정부우참찬, 한성부판윤을 하다 형조판서, 예조판서, 공조판서를 거쳐 황해도관찰사로 부임했다가 고종 때 함경도관찰사가 되고 곧 좌의정이 되고 수원부유수와 판중추부사로 있다가 서사관을 거쳐 도제조가 되고 곧 영의정이 된다. 영의정 시절에는 호조참판 최익현과 함께 흥선대원군 하야 방축 작전에 성공하였으며 그는 이후 영중추부사를 거쳐 봉조하가 된다.
박규수, 남병철, 김세균(金世均) 등과 교유하였다.

## 경력
1837년(헌종 3년) 3월, 소과 진사시에 합격. 진사가 됨
1841년(헌종 7년) 3월, 문과에 합격
1842년(헌종 8년) 3월, 규장각 대교가 됨
1844년(헌종 10년) 12월, 성균관 사성이 됨
1846년(헌종 12년) 11월, 홍문관 교리가 됨
1847년(헌종 13년) 3월, 정3품 병조 참의가 됨 (당상관에 오름)
1848년(헌종 14년) 9월, 의주 부윤이 됨
1850년(철종 1년) 7월, 이조 참의가 됨
1852년(철종 3년) 2월, 승정원 좌승지가 됨
1854년(철종 5년) 11월, 승정원 도승지가 됨
1855년(철종 6년) 8월, 종2품 병조참판이 됨. 10월, 이조참판이 됨
1859년(철종 10년) 8월, 정2품 형조 판서가 됨
1864년(고종 1년) 6월, 정1품 의정부 좌의정이 됨
1873년(고종 10년) 11월, 의정부 영의정이 됨
1888년(고종 25년) 9월, 사망하자 고종 임금이 친히 제문을 짓고 11월에 시호 충문(忠文)을 내림

## 가족 관계
- 고조부 : 이종주(李宗周, 1691년 1월 30일 ~ 1710년 5월 24일)
- 고조모 : 해주(海州) 오씨(吳氏, 1690년 7월 24일 ~ 1743년 2월 14일), 판서 오명준(吳命峻, 1662년 ~ 1723년)의 딸
  - 증조부 : 이경관(李敬寬, 1732년 1월 29일 ~ 1758년? 7월 25일), 양자. 군수 이종철(李宗喆, 1709년 ~ 1752년)의 아들
  - 증조모 : 대구(大邱) 서씨(徐氏, 1731년 11월 2일 ~ 1789년 11월 21일), 목사 서종벽(徐宗璧, 1696년 ~ 1751년)의 딸
    - 조부 : 이조판서 이석규(李錫奎, 1758년 11월 3일 ~ 1837년 3월 29일), 시호 효정(孝貞)
    - 조모 : 양주(楊州) 조씨(趙氏, 1760 1월 4일 ~ 1805 7월 11일), 판관 조태현(趙台鉉)의 딸
      - 부 : 이조판서 이계조(李啓朝, 1792년 윤4월 29일 ~ 1855년 10월 16일), 시호 문정(文貞)
      - 모 : 반남(潘南) 박씨(朴氏), 부사 박종신(朴宗臣, 1754년 ~ ?)의 딸
        - 본인 : 이유원(李裕元, 1814년 ~ 1888년 9월 5일)
        - 부인 : 동래(東萊) 정씨(鄭氏), 공조판서 정헌용(鄭憲容, 1795년 ~ 1879년)의 딸
          - 양아들 : 참판 이석영(李石榮, 1855년 ~ 1934년), 이유원의 12촌 동생인 우찬성 이유승(李裕承)의 둘째 아들
          - 며느리 : 군수 정기철(鄭基轍)의 딸
          - 며느리(계) : 박인진(朴麟鎭, 1846년 ~ 1895년)의 딸
          - 친아들[1] : 참의 이수영(李壽榮, ? ~ 1880년)
          - 첫째딸 : 경주 이씨
          - 첫째사위 : 검열 조연빈(趙然斌, 1832년 ~ 1859년)
          - 둘째딸 : 경주 이씨
          - 둘째사위 : 참판 조정희(趙定熙)

        - 측실
          - 첫째서자 : 군수 이호영(李虎榮)
          - 며느리 : 금위대장 이장렴(李章濂)의 딸
          - 둘째서자 : 의관(議官) 이표영(李豹榮)
          - 며느리 : 판윤 김세호(金世鎬)의 딸
          - 며느리(계) : 별효사(別驍士) 이재오(李載五)의 딸

        - 누이 : 경주 이씨
        - 매부 : 동부승지 정헌조(鄭憲朝)

    - 조부 측실 : 김해(金海) 김씨(金氏, 1783년 1월 4일 ~ 1864년 4월 27일), 김백련(金百鍊)의 딸
      - 서숙부 : 현감 이계홍(李啓弘), 서자
      - 서숙모 : 첨지중추부사 한통유(韓通裕)의 딸
        - 서종형제 : 검서관 이유길(李裕吉)
        - 서종형수 : 진사 심노현(沈魯獻, 1802년 ~ ?)의 딸
        - 서종형제 : 이유선(李裕先)
        - 서종형수 : 학관(學官) 안영(安泳)의 딸

## 기타
이유원은 친아들이 1880년에 사망하자 1885년에 이석영을 양자로 삼았다. 이석영은 이유승(李裕承, 1835년 10월 15일 ~ 1907년 3월 12일)의 둘째 아들인데, 이유승의 아들 일곱 명은 각각 이건영(李健榮, 1853년 ~ 1940년), 이석영, 이철영(李哲榮, 1863년 10월 16일 ~ 1925년), 이회영(李會榮, 1867년 ~ 1932년), 이시영(李始榮, 1869년 1월 15일 ~ 1953년 4월 17일), 이소영(李韶榮, 1875년 ~ 1905년), 이호영(李護榮, 1875년 ~ 1933년)이다. 이유원의 양자인 이석영이 친형제였던 이회영, 이시영과 더불어 모든 재산을 처분하고 만주로 이주하여 독립운동에 매진한 것으로 널리 알려져 있다. 이석영에게는 1991년에 건국훈장 애국장이 추서되었다.

## 저서
- 《임하필기(林下筆記)》
- 《가오고략(嘉梧藁略)》